# Salix acmophylla
Salix acmophylla — вид квіткових рослин із родини вербових (Salicaceae).

## Морфологічна характеристика
Це дерево чи великий кущ. Гілки голі з неправильними, переважно вертикальними тріщинами, молоді гілки запушені. Листки на ніжках 2.5–9 мм; листкові пластини 5–16 см × (5)7–20 мм, лінійно-ланцетні, гостро-загострені, цілокраї чи пилчасті, зверху зелені, голі, знизу бліді, в молодості шовковисті. Квіти з'являються після листя. Чоловічі сережки 1.5–4(5) см; пиляки блідо-жовті. Жіночі сережки ≈ 2–2.5 см завдовжки. Коробочка яйцеподібна, гола, 3–5.5 мм.

## Середовище проживання
Афганістан, Вірменія, Азербайджан, Єгипет (Синай), Індія (Джамму-Кашмір), Іран, Ірак, Ізраїль, Оман, Пакистан, Палестина, Саудівська Аравія, Сирія, Туреччина (Азія), Туркменістан. Цей вид зазвичай росте в ярах, ваді, поблизу зрошувальних каналів і в оазах, де його можна висаджувати.

## Використання
Рослина збирається з дикої природи для місцевого використання як ліки та джерело матеріалів. Його іноді культивують у Гімалаях для різних цілей, можуть використовувати в проектах фіторемедіації, а також вирощують на берегах тощо для захисту ґрунту від ерозії.